# Nguyễn Bá Tòng (thiếu tướng)
Nguyễn Bá Tòng (1946 - 2019) là Thiếu tướng Quân đội nhân dân Việt Nam đã nghỉ hưu. Ông nguyên là Phó Tư lệnh về chính trị Binh đoàn 12 kiêm Phó Tổng giám đốc Tổng công ty Xây dựng Trường Sơn, Bộ Quốc phòng Việt Nam. Ông là Anh hùng Lực lượng vũ trang nhân dân.

## Tiểu sử
Năm 1971, Nguyễn Bá Tòng là Tiểu đội trưởng Bộ đội Trường Sơn, chiến đấu tại vị trí điểm cao thuộc tuyến đường 128 (giáp Lào).
Sau này Nguyễn Bá Tòng giữ chức Phó Tư lệnh chính trị, Bí thư Đảng ủy Binh đoàn 12 (tiền thân là Bộ đội Trường Sơn), Bộ Quốc phòng Việt Nam.
Từ ngày 1 tháng 3 năm 2007, Thiếu tướng Nguyễn Bá Tòng nghỉ hưu theo quyết định số 1631/QĐ-TTg của Thủ tướng Chính phủ Việt Nam Nguyễn Tấn Dũng kí ngày 14 tháng 12 năm 2006.

## Thặng thưởng
- Huân chương Quân công hạng Ba (2011)[5]